# Шамотулы (гмина)
Шамотулы (пол. Szamotuły) — гмина (волость) в Польше, входит как административная единица в Шамотульский повет, Великопольское воеводство. Население — 28 553 человека (на 2005 год).

## Сельские округа
1. Баборово
2. Баборувко
3. Бродзишево
4. Эмилианово
5. Галово
6. Гонсавы
7. Ястрово
8. Консиново
9. Кемпа
10. Козле
11. Кшешковице
12. Липница
13. Люлинек
14. Монтово
15. Мышково
16. Оторово
17. Памёнтково
18. Пясково
19. Пётркувко
20. Пшецлав
21. Пшиборово
22. Щучин
23. Смилово
24. Витольдзин
25. Бочаны
26. Чисцец
27. Галово-Майёнтек
28. Грабовец
29. Ястрово-Майёнтек
30. Камёнка
31. Консиново
32. Липницке-Хубы
33. Людвиково
34. Мельно
35. Новы-Фольварк
36. Остролесе
37. Посвентне
38. Пшецлавек
39. Пшиборувко
40. Рудник
41. Свидвин
42. Твардово
43. Винцентово
44. Жалево

## Соседние гмины
1. Гмина Казмеж
2. Гмина Оборники
3. Гмина Обжицко
4. Гмина Остроруг
5. Гмина Пневы
6. Гмина Рокетница